# Муадьё-Детурб
Муадьё-Детурб (фр. Moidieu-Détourbe) — коммуна во Франции, находится в регионе Рона — Альпы. Департамент коммуны — Изер. Входит в состав кантона Вьен-1. Округ коммуны — Вьенн.
Код INSEE коммуны — 38238. Население коммуны на 2012 год составляло 1815 человек. Населённый пункт находится на высоте от 235  до 423  метров над уровнем моря. Муниципалитет расположен на расстоянии около 430 км юго-восточнее Парижа, 33 км юго-восточнее Лиона, 70 км северо-западнее Гренобля. Мэр коммуны — M. Gérard Lambert, мандат действует на протяжении 2014—2020 гг.
Динамика населения (INSEE):